# Municipio de Satovcha
El municipio de Satovcha (búlgaro: Община Сатовча) es un municipio búlgaro perteneciente a la provincia de Blagóevgrad.
Se ubica en la esquina suroriental de la provincia y su término municipal es fronterizo con la República Helénica. Es una de las pocas áreas de Bulgaria donde los musulmanes de etnia búlgara son la mayoría de la población.

## Demografía
En 2011 tiene 15 444 habitantes, de los cuales el 44,6% son étnicamente búlgaros, el 5,06% turcos y el 1,6% gitanos. La capital municipal es Satovcha y la localidad más poblada es Kochan.

## Localidades
Comprende las siguientes localidades:
| - Bogolín - Dolen - Fárgovo - Godéshevo - Kochan - Kribul - Osina | - Pletena - Satovcha - Slashten - Túhovishta - Vaklínovo - Valkosel - Zhízhevo |